# Infiniti Q50
O Infiniti  Q50 é um sedan fabricado pela nipo-americana Infiniti; lançado em 2013. O modelo substituiu o Infiniti G e terá como principal concorrente o Lexus IS. O Q50 é um dos modelos que foram escolhidos pela Nissan (proprietária da Infiniti) para estreiar a sua divisão de luxo no Brasil, em 2014, porém o Q50 não chegou em terras brasileiras.

## Galeria

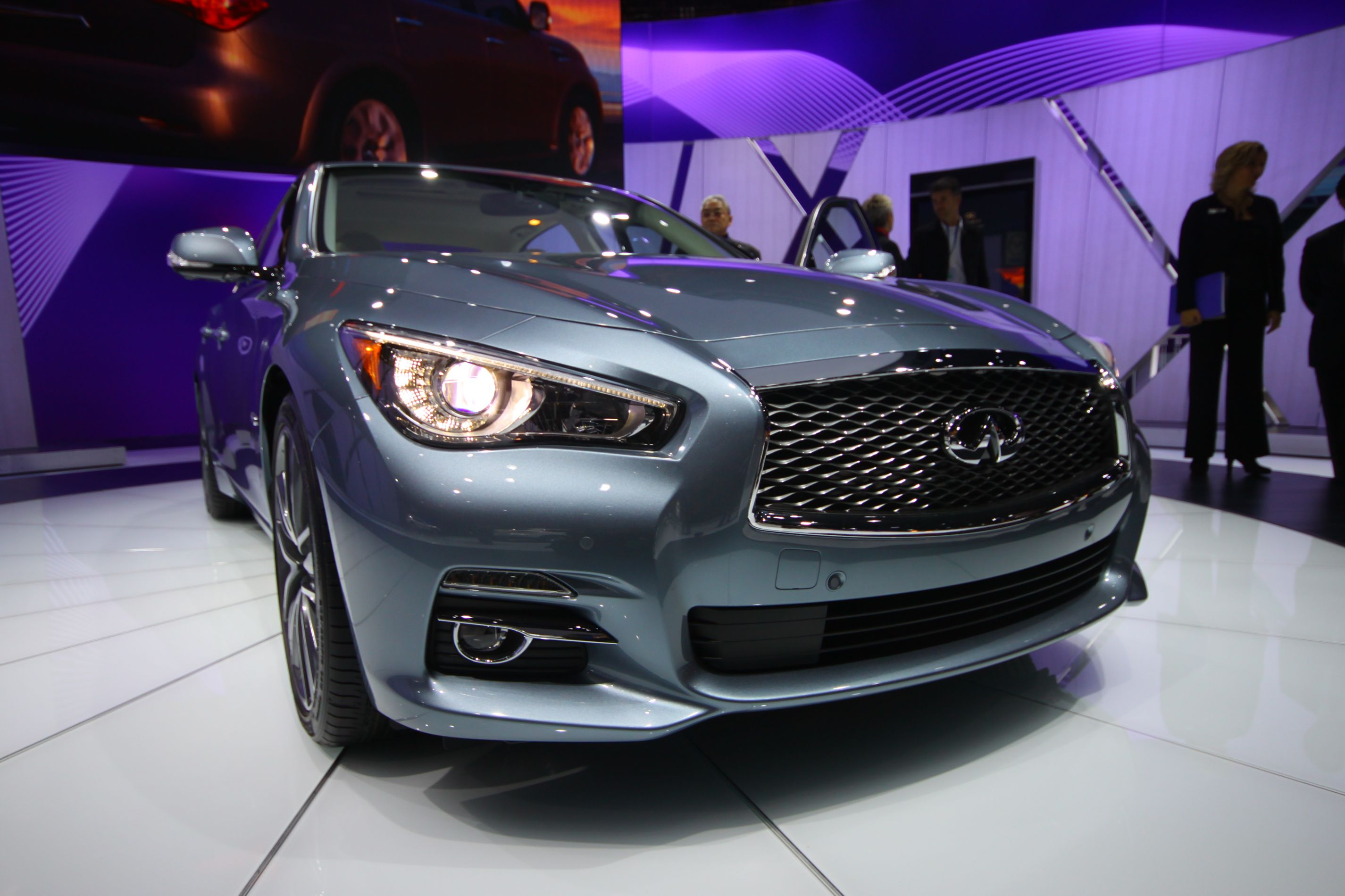
Infiniti Q50 (frente)
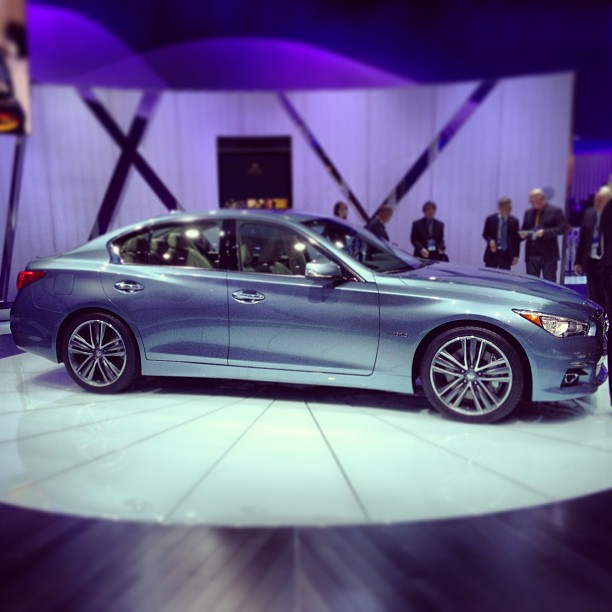
Infiniti Q50 (lateral)
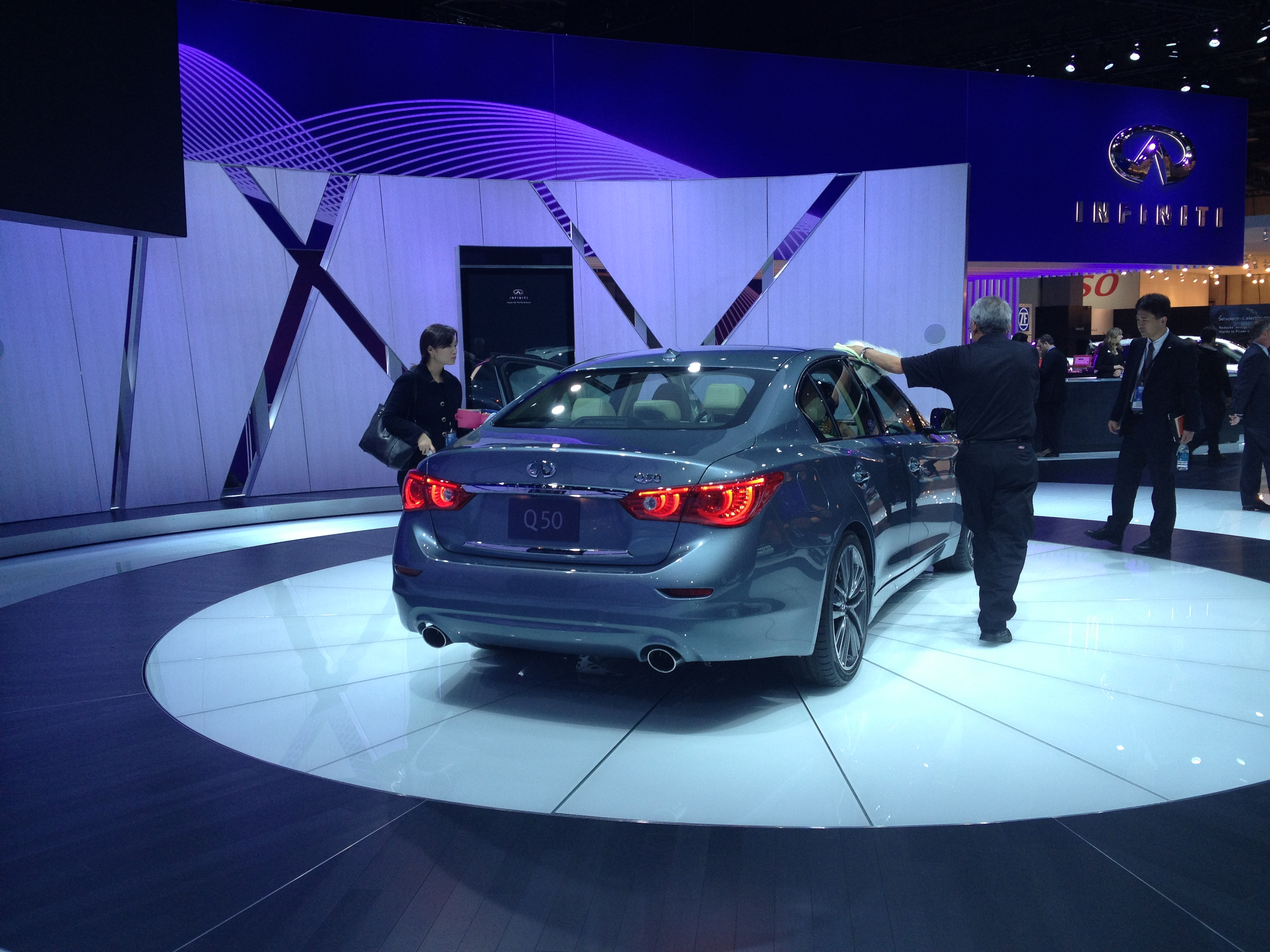
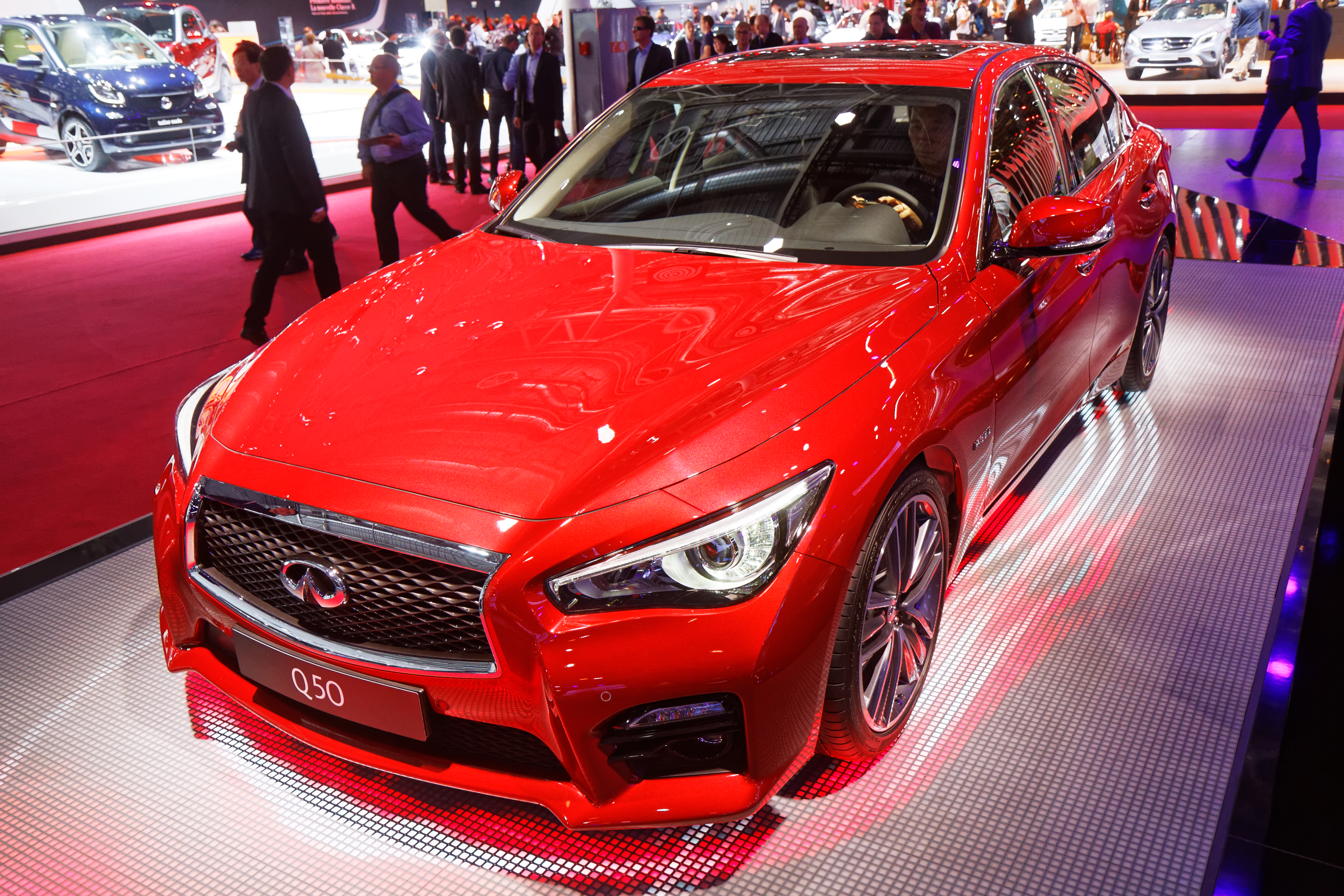